# Ширлі-мирлі
«Ширлі-мирлі» (рос. Ширли-Мырли) — російський фільм 1995 року режисера Володимира Меньшова.

## Сюжет
У Якутії при розробці кімберлітової трубки «Безперспективна» був знайдений алмаз надзвичайних розмірів, який отримав назву «Рятівник Росії». Величина його така, що дохід від його продажу може не тільки повністю зняти проблему зовнішнього боргу країни, а й забезпечити «всім жителям країни трирічний відпочинок на Канарських островах». Алмаз літаком Ан-124 транспортують до Москви, проте в результаті він опиняється в руках переодягненого главою ФСБ мафіозо і «хрещеного батька» Козюльського. У того, в свою чергу, його буквально з-під носа викрадає аферист Василь Кроліков. Зрештою алмаз вдається надіслати за призначенням, але шлях алмаза від Кролікова до влади розкриває Василеві деякі цікаві факти з його життя, які раніше були для нього невідомими.

## У ролях
- Валерій Гаркалін — Василій Кроліков
- Віра Алентова — Кэрол Абзац
- Інна Чурикова — Прасковья Алексєєвна Кролікова
- Армен Джигарханян — мафіозо Козюльскій
- Ігор Угольников — Жан-Поль Ніколаєвіч Піскунов
- Сергій Баталов — лейтенант міліції, помічник Піскунова
- Олег Табаков — Суходріщев, алкоголік-дебошир
- Борис Сморчков — генерал
- Всеволод Санаєв — меломан

## Знімальна група
- Сценарісти : Володимир Меньшов, Віталій Москаленко, Андрій Самсонов
- Режисер : Володимир Меньшов
- Оператор : Вадим Алісов
- Композитор : Тимур Коган
- Художник : Валерій Філіппов